# Torneo Nacional de Ascenso 2011-12
La temporada 2011-12 del Torneo Nacional de Ascenso fue la vigésima edición desde la creación de esta competencia. Se inició el 21 de septiembre de 2011 y finalizó el 25 de mayo de 2012.
Fue la primera edición desde la reestructuración del torneo, y lo disputaron 21 equipos. Si bien en un principio se contaba con la participación de 22 instituciones, Tucumán BB perdió la plaza antes del comienzo de la competencia.
El campeón fue Unión Progresista, elenco que además de obtener su primer título en la competencia obtuvo su segundo ascenso a la Liga Nacional de Básquet, al derrotar en tres juegos a Argentino de Junín.
El otro ascenso fue para Argentino de Junín, que venció en la final por el segundo ascenso a Oberá Tenis Club en condición de visitante y consiguiendo así su tercer ascenso a la máxima división, tras los dos anteriores en los TNA 2003-04 y TNA 2009-10.
Por otra parte, los dos equipos descendidos fueron la Asociación Española de Charata y San Martín de Marcos Juárez.

## Modo de disputa
El campeonato estuvo dividido en cuatro fases y otorgó dos ascensos a la Liga Nacional de Básquet 2012/13 y dos descensos al Torneo Federal de Básquetbol 2012/13.
A diferencia de los anteriores, los integrantes de las zonas Norte y Sur no se enfrentaron entre sí. Esto significó un ascenso para cada grupo.
Serie regular
Primera fase
Los veintidós equipos participantes se dividieron en dos zonas, Norte y Sur, donde se enfrentaron en duelos de ida y vuelta. Se otorgaron dos puntos por partido ganado y un punto por partido perdido.
Luego se los ordenó en una tabla teniendo en cuenta los resultados de los partidos y los mejores seis de cada zona clasificaron al TNA 1 (norte o sur, según corresponda) mientras que los restantes equipos clasificaron al TNA 2 (también norte o sur).
Segunda fase
Para esta fase, los equipos arrastran la mitad de puntos obtenidos en la fase anterior.
Los seis equipos del TNA 1 compitieron entre sí en duelos de ida y vuelta en su propio grupo para determinar las ventajas de localía en la siguiente etapa. Todos los integrantes estuvieron clasificados para los cuartos de final.
Los equipos del TNA 2 compitieron entre sí en duelos de ida y vuelta dentro de su zona para no descender. Los dos peores equipos, uno por zona, perdieron la categoría. Los restantes equipos avanzaron a la reclasificación.
Ronda campeonato
Reclasificación
Los cuatro clasificados del TNA 2 disputaron la reclasificación, donde los dos mejores tenían ventaja de localía. La fase fue de llaves de eliminación directa a 5 juegos.
Eliminación general
A los cuatro ganadores de la reclasificación se les sumaron los equipos de ambos TNA 1, quienes tenían ventaja de localía. Los ocho equipos se enfrentaron entre sí en llaves de eliminación directa a cinco juegos.Los ganadores de las semifinales disputaron la final por el primer ascenso mientras que los perdedores accedieron a la repesca. El perdedor de la final también accedió a la repesca.
Ronda de repesca
Los dos perdedores de las semifinales se enfrentaron entre sí al mejor de cinco partidos para acceder a la final de repesca. El perdedor dejó de participar mientras que el ganador se enfrentó a finalista del certamen, nuevamente al mejor de cinco partidos. El ganador de esta serie obtuvo el segundo ascenso.

## Equipos participantes

### Ascensos y descensos
Equipos entrantes
| Pos. | Ascendidos de la Primera Nacional "B" |
| ---- | ------------------------------------- |
| 1.º  | Club Tomás de Rocamora                |
| 2.º  | San Isidro (San Francisco)            |

| Pos. | Descendidos de la LNB 2010/11 |
| ---- | ----------------------------- |
| 16.º | Argentino de Junín            |
| 14.º | Monte Hermoso Básquet         |

Equipos salientes
| Pos. | Ascendidos a la LNB 2011/12   |
| ---- | ----------------------------- |
| 1.º  | Club Atlético Quilmes         |
| 2.º  | Club San Martín de Corrientes |

| Pos. | Descendidos del TNA 2010/11            |
| ---- | -------------------------------------- |
| 13.º | Gimnasia y Esgrima de Villa del Parque |
| 14.º | Club Atlético Adelante (Reconquista)   |

### Cambios de plazas
| Compra plaza/Invitado           |
| ------------------------------- |
| Club Estudiantes Concordia      |
| Club Atlético Rosario Central   |
| Atlético Echagüe Club           |
| Club Social y Deportivo Huracán |
| Alianza Viedma                  |
| Sport Club Cañadense            |

| Pierde la plaza          |
| ------------------------ |
| Club Tucumán Básquetboll |

### Equipos
| Club                                             | Procedencia                        | Pabellón                                     | Capacidad |
| Alianza Viedma                                   | Viedma, Río Negro                  | Polideportivo Municipal Ángel Cayetano Arias | 2500      |
| Asociación Atlética Banda Norte                  | Río Cuarto, Córdoba                | Estadio de Banda Norte                       | 1600      |
| Asociación Española Mutual, Cultural y Deportiva | Charata, Chaco                     | El Coloso de Cemento                         | 2030      |
| Asociación Italiana de Socorros Mutuos           | Charata, Chaco                     | Estadio Antonio Golob                        | 1760      |
| Atlético Echagüe Club                            | Paraná, Entre Ríos                 | Estadio Luis Butta                           | 3000      |
| Club Ciclista Juninense                          | Junín, Buenos Aires                | Estadio Raúl "Chuni" Merlo                   | 2100      |
| Club Alvear                                      | Villa Ángela, Chaco                | Club Alvear                                  | 760       |
| Club Atlético Argentino                          | Junín, Buenos Aires                | El Fortín de Las Morochas                    | 1465      |
| Club Atlético, Biblioteca y Mutual San Martín    | Marcos Juárez, Córdoba             | Estadio Leonardo Gutiérrez                   | 1600      |
| Club Ciudad de Bragado                           | Bragado, Buenos Aires              | Bragado Club                                 | 1005      |
| Club Estudiantes Concordia                       | Concordia, Entre Ríos              | El Gigante Verde                             | 1610      |
| Club Social y Deportivo Huracán                  | Trelew, Chubut                     | Estadio Atilio Oscar Viglione                | 550       |
| Firmat Football Club                             | Firmat, Santa Fe                   | La Caldera Roja                              | 2000      |
| Monte Hermoso Básquet                            | Monte Hermoso, Buenos Aires        | Polideportivo Municipal                      | 2500      |
| Oberá Tenis Club                                 | Oberá, Misiones                    | Oberá Tenis Club                             | 2000      |
| Club Atlético Rosario Central                    | Rosario, Santa Fe                  | Microestadio Cruce Alberdi                   | 1500      |
| Club Atlético San Isidro                         | San Francisco, Córdoba             | Estadio Severo Robledo                       | 1800      |
| Sport Club Cañadense                             | Cañada de Gómez, Santa Fe          | Florencio Varni                              | 2500      |
| Club Tomás de Rocamora                           | Concepción del Uruguay, Entre Ríos | Julio César Paccagnella                      | 1000      |
| Club Atlético Unión                              | Sunchales, Santa Fe                | La Fortaleza del Bicho                       | 2702      |
| Club Unión Progresista                           | Villa Ángela, Chaco                | Club Unión Progresista                       | 1682      |

## Primera fase

### Zona norte
| Equipo | Equipo              | PJ | PG | PP | Pts |
| ------ | ------------------- | -- | -- | -- | --- |
| 1.°    | Unión Progresista   | 18 | 12 | 6  | 30  |
| 2.°    | Oberá Tenis Club    | 18 | 11 | 7  | 29  |
| 3.°    | San Isidro          | 18 | 11 | 7  | 29  |
| 4.°    | Estudiantes (C)     | 18 | 10 | 8  | 28  |
| 5.°    | Alvear              | 18 | 10 | 8  | 28  |
| 6.°    | Asociación Italiana | 18 | 9  | 9  | 27  |
| 7.°    | Tomás de Rocamora   | 18 | 9  | 9  | 27  |
| 8.°    | Echagüe             | 18 | 8  | 10 | 26  |
| 9.°    | Unión (Sunchales)   | 18 | 7  | 11 | 25  |
| 10.°   | Asociación Española | 18 | 3  | 15 | 21  |

|  | Clasificado al TNA 1 Norte. |
|  | Clasificado al TNA 2 Norte. |

### Zona sur
| Equipo | Equipo                     | PJ | PG | PP | Pts |
| ------ | -------------------------- | -- | -- | -- | --- |
| 1.°    | Argentino (Junín)          | 20 | 15 | 5  | 35  |
| 2.°    | Ciclista Juninense         | 20 | 14 | 6  | 34  |
| 3.°    | Huracán (Trelew)           | 20 | 12 | 8  | 32  |
| 4.°    | Alianza Viedma             | 20 | 12 | 8  | 32  |
| 5.°    | Monte Hermoso Básquet      | 20 | 11 | 9  | 31  |
| 6.°    | Banda Norte                | 20 | 10 | 10 | 30  |
| 7.°    | Bragado Club               | 20 | 10 | 10 | 30  |
| 8.°    | Rosario Central            | 20 | 9  | 11 | 29  |
| 9.°    | Sport Club Cañadense       | 20 | 7  | 13 | 27  |
| 10.°   | San Martín (Marcos Juárez) | 20 | 5  | 15 | 25  |
| 11.°   | Firmat FBC                 | 20 | 4  | 16 | 24  |

|  | Clasificado al TNA 1 Sur. |
|  | Clasificado al TNA 2 Sur. |

## Segunda fase

### TNA 1 Norte
| Equipo | Equipo                     | A    | PJ | PG | PP | Pts  |
| ------ | -------------------------- | ---- | -- | -- | -- | ---- |
| 1.°    | Unión Progresista          | 15.0 | 8  | 6  | 2  | 29.0 |
| 2.°    | Estudiantes (Concordia)    | 14.0 | 8  | 5  | 3  | 27.0 |
| 3.°    | Oberá Tenis Club           | 14.5 | 8  | 4  | 4  | 14.5 |
| 4.°    | San Isidro (San Francisco) | 14.5 | 8  | 3  | 5  | 25.5 |
| 5.°    | Alvear                     | 14.0 | 8  | 2  | 6  | 24   |

| Alvear                  | 77 - 84 | Unión Progresista | Club Alvear    | 12 de enero |
| San Isidro              | 80 - 73 | Estudiantes (C)   | Severo Robledo | 12 de enero |
| Libre: Oberá Tenis Club |         |                   |                |             |

| Estudiantes                       | 76 - 67 | Alvear   | El Gigante Verde       | 19 de enero |
| Unión Progresista                 | 90 - 82 | Oberá TC | Club Unión Progresista | 20 de enero |
| Libre: San Isidro (San Francisco) |         |          |                        |             |

| Oberá TC                 | 95 - 75 | Estudiantes (C) | Oberá TC    | 27 de enero |
| Alvear                   | 89 - 84 | San Isidro      | Club Alvear | 27 de enero |
| Libre: Unión Progresista |         |                 |             |             |

| Estudiantes (C) | 82 - 81 | Unión Progresista | El Gigante Verde | 3 de febrero |
| San Isidro      | 82 - 78 | Oberá TC          | Severo Robledo   | 3 de febrero |
| Libre: Alvear   |         |                   |                  |              |

| Oberá TC                     | 91 - 76 | Alvear     | Oberá TC               | 10 de febrero |
| Unión Progresista            | 94 - 79 | San Isidro | Club Unión Progresista | 10 de febrero |
| Libre: Estudiantes Concordia |         |            |                        |               |

| Alvear                            | 81 - 77  | Estudiantes (C)   | Club Alvear | 16 de febrero |
| Oberá TC                          | 102 - 85 | Unión Progresista | Oberá TC    | 18 de febrero |
| Libre: San Isidro (San Francisco) |          |                   |             |               |

| Estudiantes (C)          | 88 - 70 | Oberá TC | El Gigante Verde | 24 de febrero |
| San Isidro               | 86 - 76 | Alvear   | Severo Robledo   | 25 de febrero |
| Libre: Unión Progresista |         |          |                  |               |

| Oberá TC          | 84 - 81 | San Isidro      | Oberá TC               | 2 de marzo |
| Unión Progresista | 86 - 74 | Estudiantes (C) | Club Unión Progresista | 2 de marzo |
| Libre: Alvear     |         |                 |                        |            |

| San Isidro                   | 79 - 100 | Unión Progresista | Severo Robledo | 9 de marzo |
| Alvear                       | 80 - 69  | Oberá TC          | Club Alvear    | 9 de marzo |
| Libre: Estudiantes Concordia |          |                   |                |            |

| Estudiantes (C)         | 72 - 61 | San Isidro | El Gigante Verde       | 16 de marzo |
| Unión Progresista       | 80 - 72 | Alvear     | Club Unión Progresista | 16 de marzo |
| Libre: Oberá Tenis Club |         |            |                        |             |

### TNA 1 Sur
| Equipo | Equipo                | A    | PJ | PG | PP | Pts  |
| ------ | --------------------- | ---- | -- | -- | -- | ---- |
| 1.°    | Ciclista Juninense    | 17.0 | 10 | 7  | 3  | 34.0 |
| 2.°    | Argentino (Junín)     | 17.5 | 10 | 5  | 5  | 32.5 |
| 3.°    | Alianza Viedma        | 16.0 | 10 | 6  | 4  | 32.0 |
| 4.°    | Monte Hermoso Básquet | 15.5 | 10 | 5  | 5  | 30.5 |
| 5.°    | Huracán (Trelew)      | 16.0 | 10 | 4  | 6  | 30.0 |
| 6.°    | Banda Norte           | 15.0 | 10 | 3  | 7  | 28.0 |

| Huracán        | 86 - 79 | Ciclista Juninense | Atilio Viglione           | 12 de enero |
| Argentino      | 80 - 55 | Monte Hermoso      | El Fortín de las Morochas | 12 de enero |
| Alianza Viedma | 77 - 65 | Banda Norte        | Ángel Cayetano Arias      | 13 de enero |

| Huracán            | 77 - 89 | Argentino      | Atilio Viglione    | 20 de enero |
| Banda Norte        | 71 - 83 | Monte Hermoso  | Banda Norte        | 20 de enero |
| Ciclista Juninense | 76 - 69 | Alianza Viedma | Raúl "Chuni" Merlo | 20 de enero |

| Monte Hermoso  | 85 - 75 | Ciclista Juninense | Polideportivo Municipal   | 28 de enero |
| Alianza Viedma | 86 - 66 | Huracán            | Ángel Cayetano Arias      | 28 de enero |
| Argentino      | 98 - 95 | Banda Norte        | El Fortín de las Morochas | 29 de enero |

| Huracán            | 68 - 73 | Monte Hermoso | Atilio Viglione      | 3 de febrero |
| Ciclista Juninense | 82 - 67 | Banda Norte   | Raúl "Chuni" Merlo   | 3 de febrero |
| Alianza Viedma     | 71 - 68 | Argentino     | Ángel Cayetano Arias | 4 de febrero |

| Argentino     | 74 - 79 | Ciclista Juninense | El Fortín de las Morochas | 10 de febrero |
| Banda Norte   | 79 - 66 | Huracán            | Banda Norte               | 10 de febrero |
| Monte Hermoso | 90 - 67 | Alianza Viedma     | Polideportivo Municipal   | 11 de febrero |

| Alianza Viedma | 84 - 71 | Ciclista Juninense | Ángel Cayetano Arias      | 16 de febrero |
| Monte Hermoso  | 89 - 93 | Banda Norte        | Polideportivo Municipal   | 16 de febrero |
| Argentino      | 73 - 71 | Huracán            | El Fortín de las Morochas | 16 de febrero |

| Banda Norte        | 89 - 84 | Argentino      | Banda Norte        | 24 de febrero |
| Huracán            | 83 - 82 | Alianza Viedma | Atilio Viglione    | 24 de febrero |
| Ciclista Juninense | 73 - 65 | Monte Hermoso  | Raúl "Chuni" Merlo | 24 de febrero |

| Banda Norte   | 76 - 96 | Ciclista Juninense | Banda Norte               | 2 de marzo |
| Monte Hermoso | 76 - 83 | Huracán            | Polideportivo Municipal   | 2 de marzo |
| Argentino     | 98 - 87 | Alianza Viedma     | El Fortín de las Morochas | 2 de marzo |

| Huracán            | 86 - 71 | Banda Norte   | Atilio Viglione      | 9 de marzo  |
| Ciclista Juninense | 79 - 76 | Argentino     | Raúl "Chuni" Merlo   | 9 de marzo  |
| Alianza Viedma     | 88 - 61 | Monte Hermoso | Ángel Cayetano Arias | 10 de marzo |

| Monte Hermoso      | 85 - 76 | Argentino      | Polideportivo Municipal | 16 de marzo |
| Ciclista Juninense | 65 - 64 | Huracán        | Raúl "Chuni" Merlo      | 16 de marzo |
| Banda Norte        | 93 - 84 | Alianza Viedma | Banda Norte             | 16 de marzo |

### TNA 2 Norte
| Equipo | Equipo              | A    | PJ | PG | PP | Pts  |
| ------ | ------------------- | ---- | -- | -- | -- | ---- |
| 1.°    | Asociación Italiana | 13.5 | 8  | 5  | 3  | 26.5 |
| 2.°    | Unión (Sunchales)   | 12.5 | 8  | 5  | 3  | 25.5 |
| 3.°    | Echagüe             | 13.0 | 8  | 4  | 4  | 25.0 |
| 4.°    | Tomás de Rocamora   | 13.5 | 8  | 2  | 6  | 23.5 |
| 5.°    | Asociación Española | 10.5 | 8  | 4  | 4  | 22.5 |

|  | Clasificado a la siguiente etapa. |
|  | Descendido al Torneo Federal.     |

| Tomás de Rocamora        | 63 - 82 | Echagüe             | Julio César Paccagnella | 12 de enero |
| Asociación Italiana      | 69 - 74 | Asociación Española | Antonio Golob           | 12 de enero |
| Libre: Unión (Sunchales) |         |                     |                         |             |

| Echagüe                  | 66 - 76 | Asociación Italiana | Luis Butta           | 20 de enero |
| Asociación Española      | 79 - 65 | Unión (S)           | El Coloso de Cemento | 20 de enero |
| Libre: Tomás de Rocamora |         |                     |                      |             |

| Unión (S)                  | 88 - 82 | Echagüe           | La Fortaleza del Bicho | 27 de enero |
| Asociación Italiana        | 84 - 81 | Tomás de Rocamora | Antonio Golob          | 27 de enero |
| Libre: Asociación Española |         |                   |                        |             |

| Echagüe                    | 78 - 70 | Asociación Española | Luis Butta              | 3 de febrero |
| Tomás de Rocamora          | 78 - 71 | Unión (S)           | Julio César Paccagnella | 5 de febrero |
| Libre: Asociación Italiana |         |                     |                         |              |

| Unión (S)           | 100 - 86 | Asociación Italiana | La Fortaleza del Bicho | 10 de febrero |
| Asociación Española | 60 - 72  | Tomás de Rocamora   | El Coloso de Cemento   | 10 de febrero |
| Libre: Echagüe      |          |                     |                        |               |

| Unión (S)                | 96 - 105 | Asociación Española | La Fortaleza del Bicho | 16 de febrero |
| Asociación Italiana      | 80 - 77  | Echagüe             | Antonio Golob          | 16 de febrero |
| Libre: Tomás de Rocamora |          |                     |                        |               |

| Echagüe                    | 65 - 72 | Unión (S)           | Luis Butta              | 24 de febrero |
| Tomás de Rocamora          | 75 - 89 | Asociación Italiana | Julio César Paccagnella | 24 de febrero |
| Libre: Asociación Española |         |                     |                         |               |

| Asociación Española        | 75 - 76 | Echagüe           | El Coloso de Cemento   | 2 de marzo |
| Unión (S)                  | 68 - 66 | Tomás de Rocamora | La Fortaleza del Bicho | 2 de marzo |
| Libre: Asociación Italiana |         |                   |                        |            |

| Tomás de Rocamora   | 70 - 72 | Asociación Española | Julio César Paccagnella | 9 de marzo  |
| Asociación Italiana | 92 - 96 | Unión (S)           | Antonio GOlob           | 11 de marzo |
| Libre: Echagüe      |         |                     |                         |             |

| Echagüe                  | 75 - 69 | Tomás de Rocamora   | Luis Butta           | 16 de marzo |
| Asociación Española      | 73 - 77 | Asociación Italiana | El Coloso de Cemento | 16 de marzo |
| Libre: Unión (Sunchales) |         |                     |                      |             |

### TNA 2 Sur
| Equipo | Equipo                     | A    | PJ | PG | PP | Pts  |
| ------ | -------------------------- | ---- | -- | -- | -- | ---- |
| 1.°    | Rosario Central            | 14.5 | 8  | 6  | 2  | 28.5 |
| 2.°    | Ciudad de Bragado          | 15.0 | 8  | 5  | 3  | 28.0 |
| 3.°    | Sport Club Cañadense       | 13.5 | 8  | 3  | 5  | 24.5 |
| 4.°    | Firmat FBC                 | 12.5 | 8  | 3  | 5  | 23.5 |
| 5.°    | San Martín (Marcos Juárez) | 12.5 | 8  | 3  | 5  | 23.5 |

|  | Clasificado a la siguiente etapa. |
|  | Descendido al Torneo Federal.     |

Nota: San Martín desciende ya que ante la igualdad de partidos ganados contra Firmat FBC, el equipo santafesino tuvo una mejor diferencia en la suma de tantos, 160 - 156.
| Sport Club                        | 90 - 81 | Ciudad de Bragado | Florencio Varni | 12 de enero |
| Firmat FBC                        | 71 - 92 | Rosario Central   | La Caldera Roja | 13 de enero |
| Libre: San Martín (Marcos Juárez) |         |                   |                 |             |

| Rosario Central             | 79 - 65 | San Martín (MJ) | Cruce Alberdi | 20 de enero |
| Ciudad de Bragado           | 71 - 69 | Firmat FBC      | Bragado Club  | 20 de enero |
| Libre: Sport Club Cañadense |         |                 |               |             |

| San Martín (MJ)        | 85 - 80 | Ciudad de Bragado | Leonardo Gutiérrez | 27 de enero |
| Firmat FBC             | 93 - 79 | Sport Club        | La Caldera Roja    | 28 de enero |
| Libre: Rosario Central |         |                   |                    |             |

| Ciudad de Bragado | 84 - 100 | Rosario Central | Bragado Club    | 3 de febrero |
| Sport Club        | 64 - 42  | San Martín (MJ) | Florencio Varni | 3 de febrero |
| Libre: Firmat FBC |          |                 |                 |              |

| Rosario Central          | 95 - 68 | Sport Club | Cruce Alberdi      | 10 de febrero |
| San Martín (MJ)          | 81 - 74 | Firmat FBC | Leonardo Gutiérrez | 10 de febrero |
| Libre: Ciudad de Bragado |         |            |                    |               |

| San Martín (MJ)             | 90 - 76 | Rosario Central   | Leonardo Gutiérrez | 16 de febrero |
| Firmat FBC                  | 77 - 68 | Ciudad de Bragado | La Caldera Roja    | 17 de febrero |
| Libre: Sport Club Cañadense |         |                   |                    |               |

| Sport Club             | 80 - 76 | Firmat FBC      | Florencio Varni | 24 de febrero |
| Ciudad de Bragado      | 87 - 75 | San Martín (MJ) | Bragado Club    | 24 de febrero |
| Libre: Rosario Central |         |                 |                 |               |

| San Martín (MJ)   | 85 - 82 | Sport Club        | Leonardo Gutiérrez | 2 de marzo |
| Rosario Central   | 65 - 70 | Ciudad de Bragado | Cruce Alberdi      | 6 de marzo |
| Libre: Firmat FBC |         |                   |                    |            |

| Sport Club               | 86 - 91 | Rosario Central | Florencio Varni | 9 de marzo  |
| Firmat FBC               | 86 - 75 | San Martín (MJ) | La Caldera Roja | 10 de marzo |
| Libre: Ciudad de Bragado |         |                 |                 |             |

| Ciudad de Bragado                 | 87 - 79 | Sport Club | Bragado Club  | 16 de marzo |
| Rosario Central                   | 90 - 54 | Firmat FBC | Cruce Alberdi | 16 de marzo |
| Libre: San Martín (Marcos Juárez) |         |            |               |             |

## Tercera fase - playoffs
|  | Octavos de final           | Octavos de final           |                    |   | Cuartos de final | Cuartos de final |  |  | Semifinales       | Semifinales       |  |  | Final          | Final          |
|  | 20 al 27 de marzo          | 20 al 27 de marzo          |                    |   | 2 al 16 de abril | 2 al 16 de abril |  |  | 18 al 30 de abril | 18 al 30 de abril |  |  | 6 a 11 de mayo | 6 a 11 de mayo |
|  |                            |                            |                    |   |                  |                  |  |  |                   |                   |  |  |                |                |
|  |                            |                            |                    |   |                  |                  |  |  |                   |                   |  |  |                |                |
|  |                            |                            |                    |   |                  |                  |  |  |                   |                   |  |  |                |                |
|  | Unión Progresista          | 3                          |                    |   |                  |                  |  |  |                   |                   |  |  |                |                |
|  | Unión Progresista          | 3                          |                    |   |                  |                  |  |  |                   |                   |  |  |                |                |
|  | Echagüe                    | 1                          |                    |   |                  |                  |  |  |                   |                   |  |  |                |                |
|  | Echagüe                    | 1                          | Unión Progresista  | 3 |                  |                  |  |  |                   |                   |  |  |                |                |
|  |                            |                            |                    | 3 |                  |                  |  |  |                   |                   |  |  |                |                |
|  |                            | San Isidro (San Francisco) | 1                  |   |                  |                  |  |  |                   |                   |  |  |                |                |
|  | San Isidro (San Francisco) | San Isidro (San Francisco) | 1                  | 3 |                  |                  |  |  |                   |                   |  |  |                |                |
|  | San Isidro (San Francisco) |                            |                    | 3 |                  |                  |  |  |                   |                   |  |  |                |                |
|  | Alvear                     | 1                          |                    |   |                  |                  |  |  |                   |                   |  |  |                |                |
|  | Alvear                     | 1                          | Unión Progresista  | 3 |                  |                  |  |  |                   |                   |  |  |                |                |
|  |                            |                            |                    | 3 |                  |                  |  |  |                   |                   |  |  |                |                |
|  |                            | MH Básquet                 | 1                  |   |                  |                  |  |  |                   |                   |  |  |                |                |
|  | Ciclista Juninense         | MH Básquet                 | 1                  | 3 |                  |                  |  |  |                   |                   |  |  |                |                |
|  | Ciclista Juninense         |                            |                    | 3 |                  |                  |  |  |                   |                   |  |  |                |                |
|  | Bragado                    | 0                          |                    |   |                  |                  |  |  |                   |                   |  |  |                |                |
|  | Bragado                    | 0                          | Ciclista Juninense | 1 |                  |                  |  |  |                   |                   |  |  |                |                |
|  |                            |                            |                    | 1 |                  |                  |  |  |                   |                   |  |  |                |                |
|  |                            | MH Básquet                 | 3                  |   |                  |                  |  |  |                   |                   |  |  |                |                |
|  | MH Básquet                 | MH Básquet                 | 3                  | 3 |                  |                  |  |  |                   |                   |  |  |                |                |
|  | MH Básquet                 |                            |                    | 3 |                  |                  |  |  |                   |                   |  |  |                |                |
|  | Huracán (T)                | 1                          |                    |   |                  |                  |  |  |                   |                   |  |  |                |                |
|  | Huracán (T)                | 1                          | Unión Progresista  | 3 |                  |                  |  |  |                   |                   |  |  |                |                |
|  |                            |                            |                    | 3 |                  |                  |  |  |                   |                   |  |  |                |                |
|  |                            | Argentino (J)              | 0                  |   |                  |                  |  |  |                   |                   |  |  |                |                |
|  | Argentino (J)              | Argentino (J)              | 0                  | 3 |                  |                  |  |  |                   |                   |  |  |                |                |
|  | Argentino (J)              |                            |                    | 3 |                  |                  |  |  |                   |                   |  |  |                |                |
|  | Rosario Central            | 0                          |                    |   |                  |                  |  |  |                   |                   |  |  |                |                |
|  | Rosario Central            | 0                          | Argentino (J)      | 3 |                  |                  |  |  |                   |                   |  |  |                |                |
|  |                            |                            |                    | 3 |                  |                  |  |  |                   |                   |  |  |                |                |
|  |                            | Alianza Viedma             | 2                  |   |                  |                  |  |  |                   |                   |  |  |                |                |
|  | Alianza Viedma             | Alianza Viedma             | 2                  | 3 |                  |                  |  |  |                   |                   |  |  |                |                |
|  | Alianza Viedma             |                            |                    | 3 |                  |                  |  |  |                   |                   |  |  |                |                |
|  | Banda Norte                | 0                          |                    |   |                  |                  |  |  |                   |                   |  |  |                |                |
|  | Banda Norte                | 0                          | Argentino (J)      | 3 |                  |                  |  |  |                   |                   |  |  |                |                |
|  |                            |                            |                    | 3 |                  |                  |  |  |                   |                   |  |  |                |                |
|  |                            | Oberá Tenis Club           | 2                  |   |                  |                  |  |  |                   |                   |  |  |                |                |
|  | Oberá Tenis Club           | Oberá Tenis Club           | 2                  | 3 |                  |                  |  |  |                   |                   |  |  |                |                |
|  | Oberá Tenis Club           |                            |                    | 3 |                  |                  |  |  |                   |                   |  |  |                |                |
|  | Asociación Italiana        | 0                          |                    |   |                  |                  |  |  |                   |                   |  |  |                |                |
|  | Asociación Italiana        | 0                          | Oberá Tenis Club   | 3 |                  |                  |  |  |                   |                   |  |  |                |                |
|  |                            |                            |                    | 3 |                  |                  |  |  |                   |                   |  |  |                |                |
|  |                            | Unión (S)                  | 2                  |   |                  |                  |  |  |                   |                   |  |  |                |                |
|  | Estudiantes (C)            | Unión (S)                  | 2                  | 2 |                  |                  |  |  |                   |                   |  |  |                |                |
|  | Estudiantes (C)            |                            |                    | 2 |                  |                  |  |  |                   |                   |  |  |                |                |
|  | Unión (S)                  | 3                          |                    |   |                  |                  |  |  |                   |                   |  |  |                |                |
|  | Unión (S)                  | 3                          |                    |   |                  |                  |  |  |                   |                   |  |  |                |                |

El resultado que figura en cada serie es la suma de los partidos ganados por cada equipo.
El equipo que figura primero en cada llave es el que obtuvo la ventaja de localías.

### Cuartos de final de zona

#### Zona norte
Unión Progresista - Echagüe

| 20 de marzo  | Unión Progresista | 82–69 | Echagüe |                                           |  |  |
|              |                   |       |         |                                           |  |  |
|              |                   |       |         | Pabellón: Unión Progresista, Villa Ángela |  |  |
| serie: 1 - 0 |                   |       |         |                                           |  |  |
|              |                   |       |         |                                           |  |  |

| 22 de marzo  | Unión Progresista | 65–57 | Echagüe |                                           |  |  |
|              |                   |       |         |                                           |  |  |
|              |                   |       |         | Pabellón: Unión Progresista, Villa Ángela |  |  |
| serie: 2 - 0 |                   |       |         |                                           |  |  |
|              |                   |       |         |                                           |  |  |

| 26 de marzo  | Echagüe | 85–78 | Unión Progresista |                                      |  |  |
|              |         |       |                   |                                      |  |  |
|              |         |       |                   | Pabellón: Estadio Luis Butta, Paraná |  |  |
| serie: 1 - 2 |         |       |                   |                                      |  |  |
|              |         |       |                   |                                      |  |  |

| 28 de marzo  | Echagüe | 56–71 | Unión Progresista |                                      |  |  |
|              |         |       |                   |                                      |  |  |
|              |         |       |                   | Pabellón: Estadio Luis Butta, Paraná |  |  |
| serie: 1 - 3 |         |       |                   |                                      |  |  |
|              |         |       |                   |                                      |  |  |

San Isidro - Alvear

| 20 de marzo  | San Isidro | 95–91 | Alvear |                                                     |  |  |
|              |            |       |        |                                                     |  |  |
|              |            |       |        | Pabellón: Estadio Leonardo Gutiérrez, San Francisco |  |  |
| serie: 1 - 0 |            |       |        |                                                     |  |  |
|              |            |       |        |                                                     |  |  |

| 22 de marzo  | San Isidro | 68–71 | Alvear |                                                     |  |  |
|              |            |       |        |                                                     |  |  |
|              |            |       |        | Pabellón: Estadio Leonardo Gutiérrez, San Francisco |  |  |
| serie: 1 - 1 |            |       |        |                                                     |  |  |
|              |            |       |        |                                                     |  |  |

| 26 de marzo  | Alvear | 97–102 | San Isidro |                                     |  |  |
|              |        |        |            |                                     |  |  |
|              |        |        |            | Pabellón: Club Alvear, Villa Ángela |  |  |
| serie: 1 - 2 |        |        |            |                                     |  |  |
|              |        |        |            |                                     |  |  |

| 28 de marzo  | Alvear | 89–99 | San Isidro |                                     |  |  |
|              |        |       |            |                                     |  |  |
|              |        |       |            | Pabellón: Club Alvear, Villa Ángela |  |  |
| serie: 1 - 3 |        |       |            |                                     |  |  |
|              |        |       |            |                                     |  |  |

Oberá Tenis Club - Asociación Italiana

| 20 de marzo  | Oberá Tenis Club | 86–80 | Asociación Italiana |                              |  |  |
|              |                  |       |                     |                              |  |  |
|              |                  |       |                     | Pabellón: Estadio OTC, Oberá |  |  |
| serie: 1 - 0 |                  |       |                     |                              |  |  |
|              |                  |       |                     |                              |  |  |

| 22 de marzo  | Oberá Tenis Club | 102–95 | Asociación Italiana |                              |  |  |
|              |                  |        |                     |                              |  |  |
|              |                  |        |                     | Pabellón: Estadio OTC, Oberá |  |  |
| serie: 2 - 0 |                  |        |                     |                              |  |  |
|              |                  |        |                     |                              |  |  |

| 25 de marzo  | Asociación Italiana | 92–74 | Oberá Tenis Club |                                          |  |  |
|              |                     |       |                  |                                          |  |  |
|              |                     |       |                  | Pabellón: Estadio Antonio Golob, Charata |  |  |
| serie: 1 - 2 |                     |       |                  |                                          |  |  |
|              |                     |       |                  |                                          |  |  |

| 27 de marzo  | Asociación Italiana | 70–93 | Oberá Tenis Club |                                          |  |  |
|              |                     |       |                  |                                          |  |  |
|              |                     |       |                  | Pabellón: Estadio Antonio Golob, Charata |  |  |
| serie: 1 - 3 |                     |       |                  |                                          |  |  |
|              |                     |       |                  |                                          |  |  |

Estudiantes Concordia - Unión (Sunchales)

| 20 de marzo | Estudiantes | 75–77 | Unión |                                       |  |  |
|             |             |       |       |                                       |  |  |
|             |             |       |       | Pabellón: El Gigante Verde, Concordia |  |  |
| serie:      |             |       |       |                                       |  |  |
|             |             |       |       |                                       |  |  |

| 22 de marzo  | Estudiantes | 92–77 | Unión |                                       |  |  |
|              |             |       |       |                                       |  |  |
|              |             |       |       | Pabellón: El Gigante Verde, Concordia |  |  |
| serie: 1 - 1 |             |       |       |                                       |  |  |
|              |             |       |       |                                       |  |  |

| 25 de marzo  | Unión | 83–82 | Estudiantes |                                             |  |  |
|              |       |       |             |                                             |  |  |
|              |       |       |             | Pabellón: La Fortaleza del Bicho, Sunchales |  |  |
| serie: 2 - 1 |       |       |             |                                             |  |  |
|              |       |       |             |                                             |  |  |

| 27 de marzo  | Unión | 86–91 | Estudiantes |                                             |  |  |
|              |       |       |             |                                             |  |  |
|              |       |       |             | Pabellón: La Fortaleza del Bicho, Sunchales |  |  |
| serie: 2 - 2 |       |       |             |                                             |  |  |
|              |       |       |             |                                             |  |  |

| 31 de marzo  | Estudiantes | 85–92 | Unión |                                       |  |  |
|              |             |       |       |                                       |  |  |
|              |             |       |       | Pabellón: El Gigante Verde, Concordia |  |  |
| serie: 2 - 3 |             |       |       |                                       |  |  |
|              |             |       |       |                                       |  |  |

#### Zona sur
Argentino (Junín) - Rosario Central

| 21 de marzo  | Argentino (J) | 75–66 | Rosario Central |                                            |  |  |
|              |               |       |                 |                                            |  |  |
|              |               |       |                 | Pabellón: El Fortín de las Morochas, Junín |  |  |
| serie: 1 - 0 |               |       |                 |                                            |  |  |
|              |               |       |                 |                                            |  |  |

| 23 de marzo  | Argentino (J) | 82–60 | Rosario Central |                                            |  |  |
|              |               |       |                 |                                            |  |  |
|              |               |       |                 | Pabellón: El Fortín de las Morochas, Junín |  |  |
| serie: 2 - 0 |               |       |                 |                                            |  |  |
|              |               |       |                 |                                            |  |  |

| 26 de marzo  | Rosario Central | 78–82 | Argentino (J) |                                  |  |  |
|              |                 |       |               |                                  |  |  |
|              |                 |       |               | Pabellón: Cruce Alberdi, Rosario |  |  |
| serie: 0 - 3 |                 |       |               |                                  |  |  |
|              |                 |       |               |                                  |  |  |

Alianza Viedma - Banda Norte

| 20 de marzo  | Alianza Viedma | 76–55 | Banda Norte |                                           |  |  |
|              |                |       |             |                                           |  |  |
|              |                |       |             | Pabellón: Polideportivo Municipal, Viedma |  |  |
| serie: 1 - 0 |                |       |             |                                           |  |  |
|              |                |       |             |                                           |  |  |

| 22 de marzo  | Alianza Viedma | 94–77 | Banda Norte |                                           |  |  |
|              |                |       |             |                                           |  |  |
|              |                |       |             | Pabellón: Polideportivo Municipal, Viedma |  |  |
| serie: 2 - 0 |                |       |             |                                           |  |  |
|              |                |       |             |                                           |  |  |

| 25 de marzo  | Banda Norte | 106–112 | Alianza Viedma |                                   |  |  |
|              |             |         |                |                                   |  |  |
|              |             |         |                | Pabellón: Banda Norte, Río Cuarto |  |  |
| serie: 0 - 3 |             |         |                |                                   |  |  |
|              |             |         |                |                                   |  |  |

Ciclista Juninense - Ciudad de Bragado

| 20 de marzo  | Ciclista Juninense | 94–75 | Ciudad de Bragado |                                             |  |  |
|              |                    |       |                   |                                             |  |  |
|              |                    |       |                   | Pabellón: Estadio Raúl "Chuni" Merlo, Junín |  |  |
| serie: 1 - 0 |                    |       |                   |                                             |  |  |
|              |                    |       |                   |                                             |  |  |

| 22 de marzo  | Ciclista Juninense | 80–66 | Ciudad de Bragado |                                             |  |  |
|              |                    |       |                   |                                             |  |  |
|              |                    |       |                   | Pabellón: Estadio Raúl "Chuni" Merlo, Junín |  |  |
| serie: 2 - 0 |                    |       |                   |                                             |  |  |
|              |                    |       |                   |                                             |  |  |

| 25 de marzo  | Ciudad de Bragado | 80–91 | Ciclista Juninense |                                 |  |  |
|              |                   |       |                    |                                 |  |  |
|              |                   |       |                    | Pabellón: Bragado Club, Bragado |  |  |
| serie: 0 - 3 |                   |       |                    |                                 |  |  |
|              |                   |       |                    |                                 |  |  |

Monte Hermoso Básquet - Huracán (Trelew)

| 20 de marzo  | MH Básquet | 82–80 | Huracán (T) |                                                  |  |  |
|              |            |       |             |                                                  |  |  |
|              |            |       |             | Pabellón: Polideportivo Municipal, Monte Hermoso |  |  |
| serie: 1 - 0 |            |       |             |                                                  |  |  |
|              |            |       |             |                                                  |  |  |

| 22 de marzo  | MH Básquet | 76–65 | Huracán (T) |                                                  |  |  |
|              |            |       |             |                                                  |  |  |
|              |            |       |             | Pabellón: Polideportivo Municipal, Monte Hermoso |  |  |
| serie: 2 - 0 |            |       |             |                                                  |  |  |
|              |            |       |             |                                                  |  |  |

| 25 de marzo  | Huracán (T) | 84–74 | MH Básquet |                                         |  |  |
|              |             |       |            |                                         |  |  |
|              |             |       |            | Pabellón: Atilio Oscar Viglione, Trelew |  |  |
| serie: 1 - 2 |             |       |            |                                         |  |  |
|              |             |       |            |                                         |  |  |

| 27 de marzo  | Huracán (T) | 75–85 | MH Básquet |                                         |  |  |
|              |             |       |            |                                         |  |  |
|              |             |       |            | Pabellón: Atilio Oscar Viglione, Trelew |  |  |
| serie: 1 - 3 |             |       |            |                                         |  |  |
|              |             |       |            |                                         |  |  |

### Semifinales de zona

#### Zona norte
Unión Progresista - San Isidro (San Francisco)

| 3 de abril   | Unión Progresista | 106–69 | San Isidro (SF) |                                           |  |  |
|              |                   |        |                 |                                           |  |  |
|              |                   |        |                 | Pabellón: Unión Progresista, Villa Ángela |  |  |
| serie: 1 - 0 |                   |        |                 |                                           |  |  |
|              |                   |        |                 |                                           |  |  |

| 5 de abril   | Unión Progresista | 87–73 | San Isidro (SF) |                                           |  |  |
|              |                   |       |                 |                                           |  |  |
|              |                   |       |                 | Pabellón: Unión Progresista, Villa Ángela |  |  |
| serie: 2 - 0 |                   |       |                 |                                           |  |  |
|              |                   |       |                 |                                           |  |  |

| 9 de abril   | San Isidro (SF) | 88–81 | Unión Progresista |                                         |  |  |
|              |                 |       |                   |                                         |  |  |
|              |                 |       |                   | Pabellón: Severo Robledo, San Francisco |  |  |
| serie: 1 - 2 |                 |       |                   |                                         |  |  |
|              |                 |       |                   |                                         |  |  |

| 11 de abril  | San Isidro (SF) | 97–103 | Unión Progresista |                                         |  |  |
|              |                 |        |                   |                                         |  |  |
|              |                 |        |                   | Pabellón: Severo Robledo, San Francisco |  |  |
| serie: 1 - 3 |                 |        |                   |                                         |  |  |
|              |                 |        |                   |                                         |  |  |

Oberá Tenis Club - Unión (Sunchales)

| 3 de abril   | Oberá Tenis Club | 86–69 | Unión (Sunchales) |                                   |  |  |
|              |                  |       |                   |                                   |  |  |
|              |                  |       |                   | Pabellón: Oberá Tenis Club, Oberá |  |  |
| serie: 1 - 0 |                  |       |                   |                                   |  |  |
|              |                  |       |                   |                                   |  |  |

| 5 de abril   | Oberá Tenis Club | 89–80 | Unión (Sunchales) |                                   |  |  |
|              |                  |       |                   |                                   |  |  |
|              |                  |       |                   | Pabellón: Oberá Tenis Club, Oberá |  |  |
| serie: 2 - 0 |                  |       |                   |                                   |  |  |
|              |                  |       |                   |                                   |  |  |

| 10 de abril  | Unión (Sunchales) | 86–80 | Oberá Tenis Club |                                             |  |  |
|              |                   |       |                  |                                             |  |  |
|              |                   |       |                  | Pabellón: La Fortaleza del Bicho, Sunchales |  |  |
| serie: 1 - 2 |                   |       |                  |                                             |  |  |
|              |                   |       |                  |                                             |  |  |

| 12 de abril  | Unión (Sunchales) | 84–81 | Oberá Tenis Club |                                             |  |  |
|              |                   |       |                  |                                             |  |  |
|              |                   |       |                  | Pabellón: La Fortaleza del Bicho, Sunchales |  |  |
| serie: 2 - 2 |                   |       |                  |                                             |  |  |
|              |                   |       |                  |                                             |  |  |

| 15 de abril  | Oberá Tenis Club | 93–70 | Unión (Sunchales) |                                   |  |  |
|              |                  |       |                   |                                   |  |  |
|              |                  |       |                   | Pabellón: Oberá Tenis Club, Oberá |  |  |
| serie: 3 - 2 |                  |       |                   |                                   |  |  |
|              |                  |       |                   |                                   |  |  |

#### Zona sur
Argentino (Junín) - Alianza Viedma

| 2 de abril   | Argentino (J) | 91–78 | Alianza Viedma |                                            |  |  |
|              |               |       |                |                                            |  |  |
|              |               |       |                | Pabellón: El Fortín de las Morochas, Junín |  |  |
| serie: 1 - 0 |               |       |                |                                            |  |  |
|              |               |       |                |                                            |  |  |

| 4 de abril   | Argentino (J) | 70–58 | Alianza Viedma |                                            |  |  |
|              |               |       |                |                                            |  |  |
|              |               |       |                | Pabellón: El Fortín de las Morochas, Junín |  |  |
| serie: 2 - 0 |               |       |                |                                            |  |  |
|              |               |       |                |                                            |  |  |

| 10 de abril  | Alianza Viedma | 86–80 | Argentino (J) |                                                |  |  |
|              |                |       |               |                                                |  |  |
|              |                |       |               | Pabellón: Estadio Ángel Cayetano Arias, Viedma |  |  |
| serie: 1 - 2 |                |       |               |                                                |  |  |
|              |                |       |               |                                                |  |  |

| 12 de abril  | Alianza Viedma | 82–80 | Argentino (J) |                                                |  |  |
|              |                |       |               |                                                |  |  |
|              |                |       |               | Pabellón: Estadio Ángel Cayetano Arias, Viedma |  |  |
| serie: 2 - 2 |                |       |               |                                                |  |  |
|              |                |       |               |                                                |  |  |

| 16 de abril  | Argentino (J) | 72–67 | Alianza Viedma |                                            |  |  |
|              |               |       |                |                                            |  |  |
|              |               |       |                | Pabellón: El Fortín de las Morochas, Junín |  |  |
| serie: 3 - 2 |               |       |                |                                            |  |  |
|              |               |       |                |                                            |  |  |

Ciclista Juninense - Monte Hermoso Básquet

| 3 de abril   | Ciclista Juninense | 81–60 | MH Básquet |                                             |  |  |
|              |                    |       |            |                                             |  |  |
|              |                    |       |            | Pabellón: Estadio Raúl "Chuni" Merlo, Junín |  |  |
| serie: 1 - 0 |                    |       |            |                                             |  |  |
|              |                    |       |            |                                             |  |  |

| 5 de abril   | Ciclista Juninense | 68–70 | MH Básquet |                                             |  |  |
|              |                    |       |            |                                             |  |  |
|              |                    |       |            | Pabellón: Estadio Raúl "Chuni" Merlo, Junín |  |  |
| serie: 1 - 1 |                    |       |            |                                             |  |  |
|              |                    |       |            |                                             |  |  |

| 10 de abril  | MH Básquet | 75–70 | Ciclista Juninense |                                                  |  |  |
|              |            |       |                    |                                                  |  |  |
|              |            |       |                    | Pabellón: Polideportivo Municipal, Monte Hermoso |  |  |
| serie: 2 - 1 |            |       |                    |                                                  |  |  |
|              |            |       |                    |                                                  |  |  |

| 12 de abril  | MH Básquet | 76–63 | Ciclista Juninense |                                                  |  |  |
|              |            |       |                    |                                                  |  |  |
|              |            |       |                    | Pabellón: Polideportivo Municipal, Monte Hermoso |  |  |
| serie: 3 - 1 |            |       |                    |                                                  |  |  |
|              |            |       |                    |                                                  |  |  |

### Semifinales nacionales
Unión Progresista - Monte Hermoso Básquet

| 18 de abril  | Unión Progresista | 68–49 | MH Básquet |                                           |  |  |
|              |                   |       |            |                                           |  |  |
|              |                   |       |            | Pabellón: Unión Progresista, Villa Ángela |  |  |
| serie: 1 - 0 |                   |       |            |                                           |  |  |
|              |                   |       |            |                                           |  |  |

| 20 de abril  | Unión Progresista | 93–89 | MH Básquet |                                           |  |  |
|              |                   |       |            |                                           |  |  |
|              |                   |       |            | Pabellón: Unión Progresista, Villa Ángela |  |  |
| serie: 2 - 0 |                   |       |            |                                           |  |  |
|              |                   |       |            |                                           |  |  |

| 23 de abril | MH Básquet | 80–64 | Unión Progresista |                                                  |  |  |
|             |            |       |                   |                                                  |  |  |
|             |            |       |                   | Pabellón: Polideportivo Municipal, Monte Hermoso |  |  |
| serie:      |            |       |                   |                                                  |  |  |
|             |            |       |                   |                                                  |  |  |

| 24 de abril  | MH Básquet | 78–82 | Unión Progresista |                                                  |  |  |
|              |            |       |                   |                                                  |  |  |
|              |            |       |                   | Pabellón: Polideportivo Municipal, Monte Hermoso |  |  |
| serie: 1 - 3 |            |       |                   |                                                  |  |  |
|              |            |       |                   |                                                  |  |  |

Argentino (Junín) - Oberá Tenis Club

| 20 de abril  | Argentino (J) | 80–62 | Oberá Tenis Club |                                            |  |  |
|              |               |       |                  |                                            |  |  |
|              |               |       |                  | Pabellón: El Fortín de las Morochas, Junín |  |  |
| serie: 1 - 0 |               |       |                  |                                            |  |  |
|              |               |       |                  |                                            |  |  |

| 22 de abril  | Argentino (J) | 73–72 | Oberá Tenis Club |                                            |  |  |
|              |               |       |                  |                                            |  |  |
|              |               |       |                  | Pabellón: El Fortín de las Morochas, Junín |  |  |
| serie: 2 - 0 |               |       |                  |                                            |  |  |
|              |               |       |                  |                                            |  |  |

| 24 de abril  | Oberá Tenis Club | 78–70 | Argentino (J) |                                   |  |  |
|              |                  |       |               |                                   |  |  |
|              |                  |       |               | Pabellón: Oberá Tenis Club, Oberá |  |  |
| serie: 1 - 2 |                  |       |               |                                   |  |  |
|              |                  |       |               |                                   |  |  |

| 26 de abril  | Oberá Tenis Club | 72–70 | Argentino (J) |                                   |  |  |
|              |                  |       |               |                                   |  |  |
|              |                  |       |               | Pabellón: Oberá Tenis Club, Oberá |  |  |
| serie: 2 - 2 |                  |       |               |                                   |  |  |
|              |                  |       |               |                                   |  |  |

| 30 de abril  | Argentino (J) | 81–65 | Oberá Tenis Club |                                            |  |  |
|              |               |       |                  |                                            |  |  |
|              |               |       |                  | Pabellón: El Fortín de las Morochas, Junín |  |  |
| serie: 3 - 2 |               |       |                  |                                            |  |  |
|              |               |       |                  |                                            |  |  |

### Final nacional
Unión Progresista - Argentino (Junín)

| 6 de mayo    | Unión Progresista | 88–83 | Argentino (J) |                                           |  |  |
|              |                   |       |               |                                           |  |  |
|              |                   |       |               | Pabellón: Unión Progresista, Villa Ángela |  |  |
| serie: 1 - 0 |                   |       |               |                                           |  |  |
|              |                   |       |               |                                           |  |  |

| 8 de mayo    | Unión Progresista | 102–100 | Argentino (J) |                                           |  |  |
|              |                   |         |               |                                           |  |  |
|              |                   |         |               | Pabellón: Unión Progresista, Villa Ángela |  |  |
| serie: 2 - 0 |                   |         |               |                                           |  |  |
|              |                   |         |               |                                           |  |  |

| 11 de mayo   | Argentino (J) | 67–70 | Unión Progresista |                                            |  |  |
|              |               |       |                   |                                            |  |  |
|              |               |       |                   | Pabellón: El Fortín de las Morochas, Junín |  |  |
| serie: 0 - 3 |               |       |                   |                                            |  |  |
|              |               |       |                   |                                            |  |  |

Unión Progresista

Campeón

Primer título

Primer ascenso

## Ronda repechaje
|  | Semifinal             | Semifinal             | Semifinal         |          |   | Final | Final | Final |  |
|  |                       |                       |                   |          |   |       |       |       |  |
|  |                       |                       |                   |          |   |       |       |       |  |
|  |                       |                       |                   |          |   |       |       |       |  |
|  |                       |                       |                   |          |   |       |       |       |  |
|  |                       |                       |                   |          |   |       |       |       |  |
|  |                       | Argentino (Junín)     | Argentino (Junín) | 3        |   |       |       |       |  |
|  |                       |                       |                   | 3        |   |       |       |       |  |
|  |                       |                       | Oberá TC          | Oberá TC | 0 |       |       |       |  |
|  | Oberá TC              | Oberá TC              | Oberá TC          | Oberá TC | 0 | 3     |       |       |  |
|  | Oberá TC              | Oberá TC              |                   |          |   | 3     |       |       |  |
|  | Monte Hermoso Básquet | Monte Hermoso Básquet | 2                 |          |   |       |       |       |  |
|  | Monte Hermoso Básquet | Monte Hermoso Básquet | 2                 |          |   |       |       |       |  |
|  |                       |                       |                   |          |   |       |       |       |  |

El equipo que figura en la primera línea es quien obtuvo la ventaja de localía.

### Semifinal
Oberá TC - Monte Hermoso Básquet
| 7 de mayo    | Oberá Tenis Club | 68–71 | Monte Hermoso Básquet |                                   |  |  |
|              |                  |       |                       |                                   |  |  |
|              |                  |       |                       | Pabellón: Oberá Tenis Club, Oberá |  |  |
| serie: 0 - 1 |                  |       |                       |                                   |  |  |
|              |                  |       |                       |                                   |  |  |

| 9 de mayo    | Oberá Tenis Club | 79–74 | Monte Hermoso Básquet |                                   |  |  |
|              |                  |       |                       |                                   |  |  |
|              |                  |       |                       | Pabellón: Oberá Tenis Club, Oberá |  |  |
| serie: 1 - 1 |                  |       |                       |                                   |  |  |
|              |                  |       |                       |                                   |  |  |

| 12 de mayo   | Monte Hermoso Básquet | 87–81 | Oberá Tenis Club |                                                  |  |  |
|              |                       |       |                  |                                                  |  |  |
|              |                       |       |                  | Pabellón: Polideportivo Municipal, Monte Hermoso |  |  |
| serie: 2 - 1 |                       |       |                  |                                                  |  |  |
|              |                       |       |                  |                                                  |  |  |

| 14 de mayo   | Monte Hermoso Básquet | 73–77 | Oberá Tenis Club |                                                  |  |  |
|              |                       |       |                  |                                                  |  |  |
|              |                       |       |                  | Pabellón: Polideportivo Municipal, Monte Hermoso |  |  |
| serie: 2 - 2 |                       |       |                  |                                                  |  |  |
|              |                       |       |                  |                                                  |  |  |

| 17 de mayo   | Oberá Tenis Club | 78–68 | Monte Hermoso Básquet |                                   |  |  |
|              |                  |       |                       |                                   |  |  |
|              |                  |       |                       | Pabellón: Oberá Tenis Club, Oberá |  |  |
| serie: 3 - 2 |                  |       |                       |                                   |  |  |
|              |                  |       |                       |                                   |  |  |

### Final
Argentino (Junín) - Oberá TC
| 20 de mayo   | Argentino (J) | 82–78 | Oberá Tenis Club |                                            |  |  |
|              |               |       |                  |                                            |  |  |
|              |               |       |                  | Pabellón: El Fortín de las Morochas, Junín |  |  |
| serie: 1 - 0 |               |       |                  |                                            |  |  |
|              |               |       |                  |                                            |  |  |

| 22 de mayo   | Argentino (J) | 67–59 | Oberá Tenis Club |                                            |  |  |
|              |               |       |                  |                                            |  |  |
|              |               |       |                  | Pabellón: El Fortín de las Morochas, Junín |  |  |
| serie: 2 - 0 |               |       |                  |                                            |  |  |
|              |               |       |                  |                                            |  |  |

| 25 de mayo   | Oberá Tenis Club | 79–84 | Argentino (J) |                                   |  |  |
|              |                  |       |               |                                   |  |  |
|              |                  |       |               | Pabellón: Oberá Tenis Club, Oberá |  |  |
| serie: 0 - 3 |                  |       |               |                                   |  |  |
|              |                  |       |               |                                   |  |  |